# Boesenbergia rotunda
Espèce
Classification phylogénétique
Statut de conservation UICN

 LC  : Préoccupation mineure
Boesenbergia rotunda, le Curcuma rond ou Clés chinoises, est une espèce de plantes du genre Boesenbergia et de la famille des Zingiberaceae.

## Description

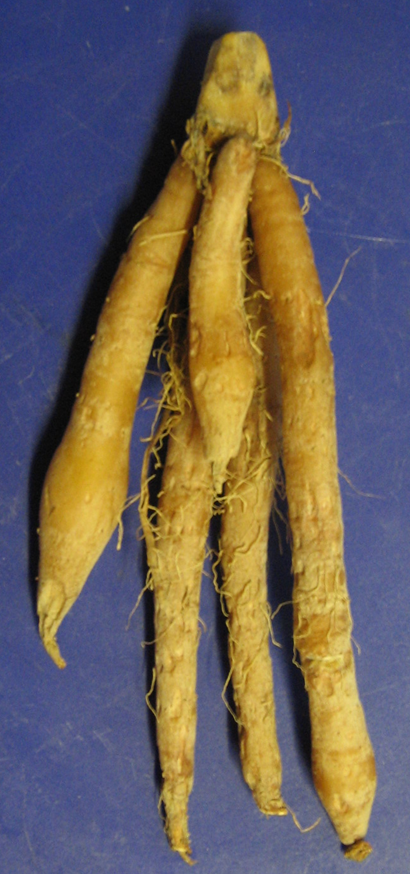
Clés chinoises : rhizome d'où partent plusieurs racines.

Boesenbergia rotunda est une plante herbacée de 30 à 80 cm de haut. Son rhizome globuleux est couvert d'un épiderme brun jaune et sa chair est jaune vif. De ce rhizome partent jusqu'à dix racines tubérisées en fuseau ou en massue de 5 à 30 cm de long. C'est cet ensemble qui a été comparé à des « clés chinoises ».
Les feuilles, de quatre à cinq, comportent une nervure rouge, un ligule avec deux rainures d’environ 5 mm ; pétiole de 7-16 cm de long, formant un canal ; le limbe, de forme elliptique est vert sur ses deux surfaces, 25-50 × 7-12 cm.
La fleur émerge de l'intérieur de la tige, 3-7 cm ; spathe conique, 4-5 cm.
Sépales de 1,5 à 2 cm.  Pétales formant un tube de 4,5 à 5,5 cm, lobes de 1,5–2 cm.
Staminodes latéraux  rose pâle, ca. 1,5 cm.
Labelle blanc ou rose avec des rayures violettes, de 2,5 à 3,5 cm, concave.
Filet court, fourchu, de 1 à 3 mm
Les fleurs sont parfumées.
Floraison en Indonésie : juillet - août.

## Habitat et culture
On trouve Boesenbergia rotunda principalement dans les forêts épaisses à une altitude d'environ 1 000 m, entre autres en Inde, Indonésie, Malaisie et Sri Lanka.
Il est cultivé de l'Inde à la Chine et en Asie du Sud-Est.

## Utilisation
Boesenbergia rotunda est connu sous le nom de « Temu kunci » en indonésien. Il est largement utilisé dans la cuisine javanaise en Indonésie.
En cuisine thaïlandaise on l'appelle krachai (thaï : กระชาย).
Il est utilisé dans les pâtes kroeung de la cuisine cambodgienne et s'appelle k'cheay (ខ្ជាយ). Dans l'Ouest on l'utilise en condiment ou surgelé. On le confond parfois avec le Petit galanga (Alpinia officinarum), qui est aussi de la famille des Zingiberaceae.
En Meitei, on l'appelle Yai-macha et la racine est utilisée dans le traitement de l'angine et des troubles gastriques. La poudre de racine s'utilise en cas de dysenterie.

## Synonymes
Selon World Checklist of Selected Plant Families (WCSP) (26 sept 2011) :
- Boesenbergia cochinchinensis (Gagnep.) Loes. in H.G.A.Engler, Nat. Pflanzenfam. ed. 2, 15a: 571 (1930).
- Boesenbergia pandurata (Roxb.) Schltr., Repert. Spec. Nov. Regni Veg. 12: 316 (1913).
- Curcuma rotunda L., Sp. Pl.: 2 (1753).
- Gastrochilus panduratus (Roxb.) Ridl., J. Straits Branch Roy. Asiat. Soc. 32: 114 (1899).
- Kaempferia cochinchinensis Gagnep., Bull. Soc. Bot. France 54: 165 (1907).
- Kaempferia ovata Roscoe, Trans. Linn. Soc. London 8: 351 (1807).
- Kaempferia pandurata Roxb., Asiat. Res. 11: 328 (1810).